# 列車上的女孩 (2016年電影)
《列車上的女孩》（英語：The Girl on the Train）是一部2016年美國驚悚劇情片，由泰德·泰勒執導，艾琳·克莉希達·威爾森編劇，根據寶拉·霍金斯於2015年的同名小說改編。電影由愛蜜莉·布朗、蕾貝卡·弗格森、海莉·班奈特、賈斯汀·賽理斯、艾莉森·珍妮、路克·伊凡斯、艾格·拉米瑞茲及麗莎·庫卓主演。
正式拍攝於2015年11月4日於紐約市展開。由夢工場及Marc Platt製作，《列車上的女孩》是首部由夢工場及試金石影業的電影，由環球影業負責發行，作為跟夢工場新的分銷協議的一部分。電影於2016年9月20日於倫敦首映，2016年10月7日在美國上映。
電影在全球獲得1.73億美元的票房收入，並得到好壞兩極的評價。其中愛蜜莉·布朗的表現獲得好評，並得到第23屆美國演員工會獎的提名，以及第70屆英國電影學院獎最佳女主角的提名。批評則集中在電影曲折的剝削情節。

## 劇情
Rachel Watson（愛蜜莉·布朗 飾）發現她的丈夫Tom Watson（賈斯汀·賽理斯 飾）跟兩人的房地產經紀人Anna Boyd（蕾貝卡·弗格森 飾）有染後，離婚並因沉迷酒精導致被任職的公關公司開除。在二人的婚姻關係中，Rachel傾向於酒精引起的迷糊期間做出一些自我毀滅行為，她後來獲Tom告知，這使二人的婚姻關係走到盡頭，加上她無法生育的原因。
Rachel跟她的朋友Cathy（勞拉·普萊潘 飾）分租寓所，並習慣搭乘火車往返城市，她經常跟蹤著前夫Tom與他的現任妻子Anna，甚至曾在Anna睡著時偷抱起曾希望擁有的新生女兒Evie走到屋外。在她的旅程上，她慢慢著迷於Tom的鄰居，美麗的Megan Hipwell（海莉·班奈特 飾）與她的丈夫Scott Hipwell（路克·伊凡斯 飾） ，那是一對年輕的夫婦，Rachel認為那是一個完美的婚姻。現實中，Scott是個暴躁而且控制慾強的男人，而Megan是個不忠而嚮往自由的女人，她經常跟不同的男人有情感關係，包括她的心理醫生Dr. Kamal Abdic（艾格·拉米瑞茲 飾）。Megan同時是照顧Evie的保姆，與同樣一頭金髮的Anna有些相似，後來以找到新工作為由向Anna辭職。
有一天，Rachel一如往常在搭列車時望向Megan的房子，她見到Megan跟Dr. Kamal Abdic在陽台上吻起來，讓她認為Megan破壞了她的「完美」婚姻而變得激動起來。在酗酒後，Rachel離開火車來面對Megan，她不醒人事並在數小時後在自己的寓所醒來，並發現自己受了傷。Rachel後來發現Megan失蹤了，並推測死亡。很快地，她被Riley警探（艾莉森·珍妮 飾）查問，因有人目擊她當晚出現在Megan的社區而懷疑其牽涉其中，由於她最近不穩定的行為，並多次以不信任的態度面對Rachel。
Rachel扮作是Megan的朋友來接近Scott，告訴他關於Megan出軌的事。Scott認出Dr. Kamal Abdic是Megan的情人，相信Megan失蹤後，Rachel安排與他見面，其間他們討論了Rachel與Tom的困擾的關係，特別在辦公室聚會的那件事件，得罪了Tom前任上司的妻子Martha（麗莎·庫卓 飾），導致Tom被解僱。同時Rachel認為在Megan失蹤那晚，Anna曾攻擊過自己。
在一家酒吧裡，Rachel認得火車的一名乘客認為他在跟蹤自己，那位先生表示於Megan失蹤當晚見到Rachel下火車。他發現Rachel於隧道口，被一個不明人士毆打而跌倒昏迷，他趕走了前去調笑她的兩名小混混，並打算扶她起來，但遭她激烈地拒絕幫助。Rachel返到那隧道，回想起她誤認了Anna，當晚見到的其實是Megan，她正走向Tom的車，以及對她伏擊前對她大叫。同時，Riley警探建議Tom有關Rachel的行為要跟她保持聯絡。Anna發現Tom有可疑，她試圖登入Tom的電腦，在過程中她發現有一個神秘電話號碼及一些語音訊息到另一個與Tom有關連的女人，本以為是來自Rachel的騷擾，卻發現那電話是Megan的。
Megan以前向Dr. Kamal Abdic傾訴自己曾有過一個因自己的疏忽而早夭的孩子，如今又懷孕了導致心情複雜，Abdic則以擁吻安撫她的情緒，正是被Rachel認為出軌的那次目擊，亦是Megan失蹤的那天早上。Megan被發現死亡，法醫確定她離世前有孕在身，但孩子既不是Scott也不是Abdic的。因為與有騷擾前科的酒鬼Rachel聯繫的可疑行為，Scott的嫌疑增加，相信她對他有陰謀，並在過程中揭示了他在Megan死前曾襲擊她。在火車上，Rachel發現Martha同在車廂而走向她身旁，為自己以前在聚會上發酒瘋道歉，然而透過Martha告知才明白Tom被開除並非她的關係（當時她酒醉後昏迷），而是他跟許多同事發生性關係而被解僱。Rachel意識到Tom在她的腦海種下不少錯誤的記憶與意識，如將家暴與情緒失控嫁禍給自己，並讓自己染上酒癮導致記憶模糊，以隱藏他的虐待行為。
Anna從發現跟Tom電話聯絡的是Megan，得知他們二人有親密關係。Rachel發現Megan有了Tom的孩子，並向Abdic表示，導致她誤會他們在陽台上見到的事情性質。當日下了火車，Rachel抓到Tom與Megan見面，Megan叫著Rachel跟蹤自己，而讓她誤會那是Anna。Tom在Megan走到車旁時走向並打昏了Rachel，接著倆人驅車開往樹林。Tom在興頭上時Megan表示自己懷上了可能是他的孩子，在她說道他常態性出軌並要求他負責時，Tom要求墮胎不成而殺掉Megan後埋屍。
Rachel清醒後到Tom的家提醒Anna，但Anna表示她已經知道他經常出軌。Tom出現與Rachel爭執他是兇手時，Anna表示她找到過Megan的電話。當Rachel試圖撥打911時，Tom抱著Evie要脅著Anna，Anna請求他把哭泣的Evie交給她。Tom從Rachel手上奪走電話，並迫使她坐下。Rachel告訴Tom她得知了他的錯誤行為及指控。Tom把Rachel打至失去知覺，讓他回想起他如何殺害Megan。當Rachel回復意識時，Tom告訴她，那一天她應該保持距離的。Rachel用盡全力帶著開瓶器試圖逃出屋外，到門口時Tom抓著她並試著扼殺她，但她以一盞燈擊中他並再跑。在屋外，Tom再次抓住了Rachel，但這次她把開瓶器從他頸項捅進去，Anna透過窗戶看到了。Anna走向倒下的Tom，把他頸上的開瓶器插得更深而致死。
Rachel和Anna分別被警方拘捕，Rachel出於自衛把Tom殺了，並透露Tom是殺害Megan的兇手。Anna也支持著Rachel的證詞。
一年後，Rachel戒酒成功，整個人變得清醒，她找到一份新工作，她繼續乘相同路線的火車，然而她現在坐另一方的車廂，展開新的旅程。

## 演員
- 愛蜜莉·布朗 飾 Rachel Watson
- 賈斯汀·賽理斯 飾 Tom Watson
- 蕾貝卡·弗格森 飾 Anna Boyd
- 海莉·班奈特 飾 Megan Hipwell
- 路克·伊凡斯 飾 Scott Hipwell
- 艾莉森·珍妮 飾 Detective Sgt. Riley
- 艾格·拉米瑞茲 飾 Dr. Kamal Abdic
- 麗莎·庫卓 飾 Martha
- 勞拉·普萊潘 飾 Cathy

## 製作
2014年3月24日，夢工廠收購了寶拉·霍金斯的小說處女作《列車上的女孩》的電影改編版權，並由馬克·E·普拉特監製。艾琳·克莉希達·威爾森於2015年1月13日被聘請位電影撰寫劇本。 2015年5月21日，夢工廠決定讓《姊妹》的導演泰德·泰勒執導。2015年6月4日，TheWrap報導，愛蜜莉·布朗正在會談出演本片因離婚而酗酒的女主角瑞秋。官方還打算看上凱特·瑪拉出演三位主角之一。2015年7月，本書作者霍金斯向《星期日泰晤士報》透露，電影的取景地將從原本的倫敦轉移至紐約上州。2015年8月18日，Deadline證實，蕾貝卡·弗格森將飾演三位主角之一的安娜。2015年8月24日，海莉·班奈特則飾演第三位主角梅根，官方現正在尋找男性角色的演員。2015年9月21日，據報導，傑瑞德·雷托和克里斯·伊凡正在會談加盟本片，其中伊凡飾演的角色為瑞秋的前夫湯姆，而雷托則飾演鄰居。2015年10月22日，艾格·拉米瑞茲加入詮釋卡邁勒·亞卜迪奇醫生，是一名外遇的已婚男，同時也是梅根失蹤的嫌疑人。2015年10月27日，改由賈斯汀·賽理斯飾演湯姆，因為伊凡由於行程上的衝突而離開本片。2015年10月28日，《綜藝》報導，艾莉森·珍妮加入劇組飾演一名警探。11月3日，麗莎·庫卓飾演湯姆的前同事莫妮卡。11月4日，《好萊塢報導》證實，路克·伊凡斯已取代了雷托的角色，雷托和伊凡一樣因工作行程的緣故而退出。

### 拍攝
電影正式於2015年11月4日在紐約市開拍。2016年在1月30日宣布殺青。

## 發行
華特迪士尼工作室電影定於2016年10月7日在美國上映。後來，環球影業取代了華特迪士尼獲得該片的發行權，而上映日則和原來的相同。

### 評價
爛番茄根據186條評論，新鮮度44%，平均得分5.4／10。在Metacritic上獲得48分，評價好壞平均參雜。

### 票房
在美國和加拿大，《列車上的女孩》估計於首週末約能獲得3000萬美元。美國首映週末票房為2470萬美元，位居當週票房冠軍。
| 上一届： 《怪奇孤兒院》 | 2016年美國週末票房冠軍 第41周 | 下一届： 《會計師》 |

## 外部連結
- 官方网站
- 互联网电影数据库（IMDb）上《列車上的女孩》的资料（英文）
- Box Office Mojo上《列車上的女孩》的資料（英文）
- Metacritic上《列車上的女孩》的資料（英文）
- 爛番茄上《列車上的女孩》的資料（英文）
- 開眼電影網上《列車上的女孩》的資料（繁體中文）